# اشتورر امیل
توپ خودکششی ۱۲٫۸ س‌م auf VK 30.01 (H) "اشتورر امیل" (به آلمانی: Sturer Emil) یک توپ خودکششی ضدتانک آزمایشی ساخت آلمان در جنگ جهانی دوم بود. این زره‌پوش بر پایه شاسی تانک فا.کا. ۳۰٫۰۱ (VK30.01) هنشل طراحی و با یک توپ کالیبر ۱۲٫۸ س‌م K40 L/61 راین‌متال (بر پایه توپ ضدهوایی FlaK 40) مسلح شده بود. این توپ می‌توانست ۷ درجه به شکل افقی به هر طرف بچرخد و بین ۱۰ درجه تا ۱۵- درجه به شکل عمودی بالا و پایین شود. این زره‌پوش تنها ۱۵ گلوله (۱۸ گلوله) برای سلاح اصلی خود حمل می‌کرد.

## طراحی

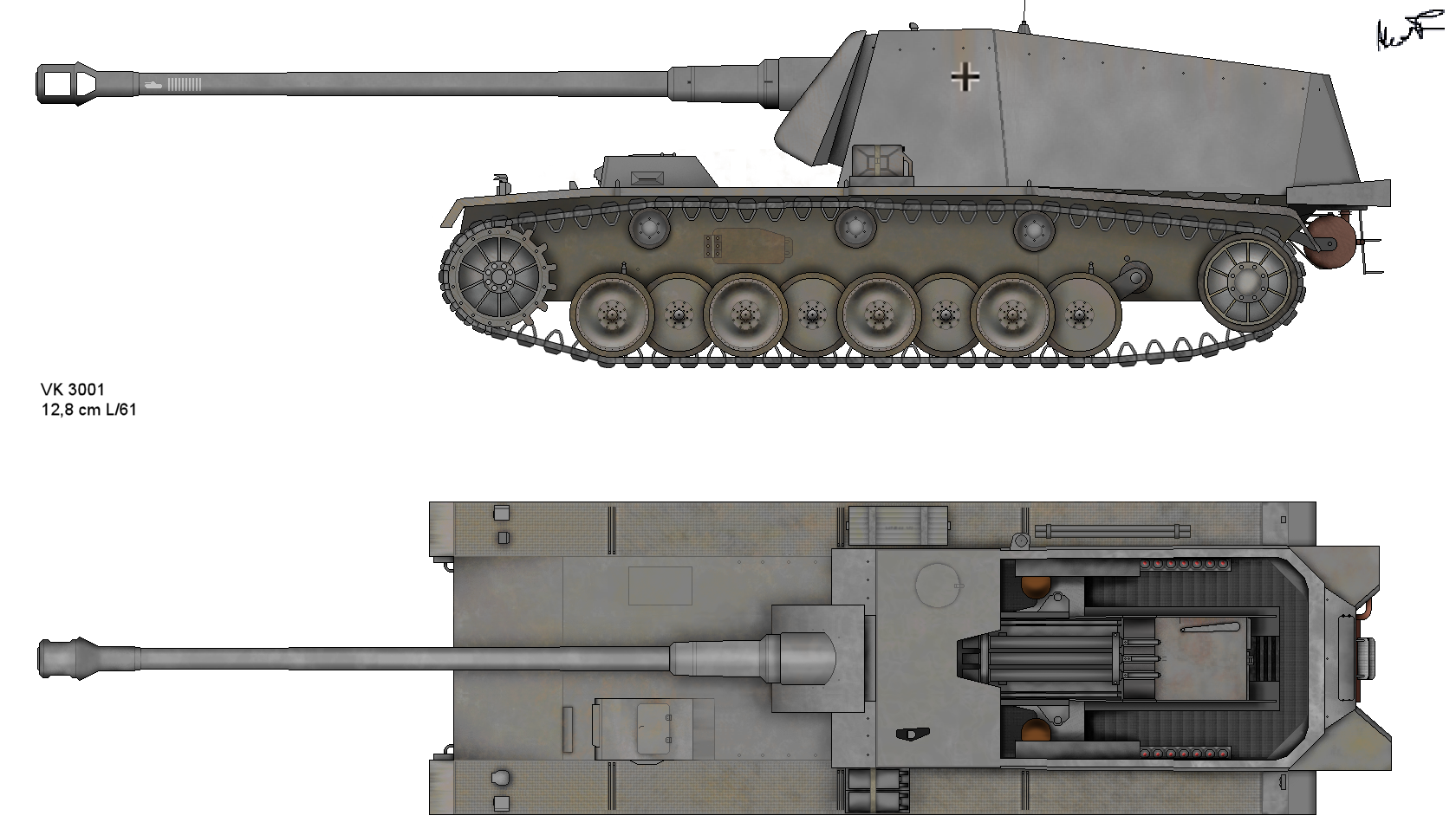
نقاشی از اشتورر امیل

با تثبیت قدرت تأثیر گذار تانک‌ها در میدان‌های نبرد جنگ جهانی دوم، تلاش برای یافتن راه مقابله با این ادوات فزونی گرفت. یکی از موثرترین ایده‌ها در این زمینه به‌کارگیری توپ‌های خودکششی ضدتانک بود که علاوه بر ارائه توان آتش بالا، تحرک‌پذیری را نیز برای این تجهیزات فراهم می‌آورد. گره خوردن نبردها در جبهه شرقی، آغاز ضد حملات موفقیت‌آمیز قوای ارتش سرخ و ظهور تانک‌های مدرن تر همچون تانک متوسط تی-۳۴ و تانک‌های سنگین کی‌وی-۱ و آی‌اس-۱، آلمانی‌ها را بر آن داشت از زره‌پوش‌های ضدتانک با توپ‌های بزرگ‌تر استفاده کنند که اشتورر امیل یکی از آن‌ها بود.
برای ایجاد سهولت در امر تولید، نگهداری و به‌کارگیری، این توپ‌های خودکششی ضدتانک بر پای شاسی تانک‌های پیشین طراحی می‌شدند که تجربه آلمانی‌ها در مواردی همانند توپ‌های خودکششی ضدتانک «ماردر» به خوبی نشان‌گر موفقیت آن بود. به همین جهت، در امر طراحی زره‌پوش اشتورر امیل که در سال ۱۹۴۱ میلادی آغاز گردید، از شاسی باقیمانده از برنامه لغو شده هنشل برای طرح تانک سنگین فا.کا. ۳۰٫۰۱ (Vk 30.01) استفاده شد. جهت انطباق با توپ بزرگی که روی یک پایه در جلو موتور نصب شده بود، بدنه آن کشیده‌تر و یک چرخ دیگر به هر طرف سیستم تعلیق با چرخ‌های هم‌پوشاننده آن اضافه گردید. (مجموعاً هشت چرخ در هر طرف) این مسئله به جهت پخش کردن وزن آن صورت پذیرفت تا تحرک‌پذیری و قابلیت چرخش روی سطوح صاف افزایش یابد. همانند غالب تانک‌های آلمانی توان موتور از طریق چرخ دنده ای در جلوی زره‌پوش به زنجیر وارد می‌شد و سه چرخ در هر طرف حالت قسمت بالایی زنجیر را حفظ می‌کرد. یک محفظه زرهی بزرگ، روباز و ثابت به عنوان جایگاه خدمه به کار برنده توپ و فرمانده، مشابه توپ خودکششی هومل، به جای برجک طراحی اولیه، قرار گرفت. روباز بودن محفظه با وجود در معرض خطر قرار دادن خدمه در برابر حوادث میدان نبرد یا عوامل محیطی، برای جابه‌جایی فعالانه آن‌ها به منظور بارگزاری مجدد و شلیک توپ ضروری بود. با توجه به ثابت بودن این محفظه و محدودیت چرخش توپ در جهت افقی، انجام هدف‌گیری مستلزم چرخش کل زره‌پوش بود. همین مسئله گونه ای از نقطه ضعف تاکتیکی برای این زره‌پوش به حساب می‌آمد.
برای مقابله با نیروی پیاده دشمن یک مسلسل ام‌گه ۳۴ تعبیه شده بود که توسط یکی از خدمه به کار می‌رفت. نظر به محدودیت چرخش تانک و روباز بودن محفظه، این مسلسل می‌توانست در نبردهای نزدیک نقش تعیین‌کننده ای در برابر پیاده‌نظام دشمن که قصد هدف قرار دادن زره‌پوش با نارنجک را داشتند، بازی کند. در مواقع لازم خدمه می‌توانستند از تسلیحات سبک همراه خود از جمله سلاح‌های کمری نیز استفاده نمایند.
راننده جدا از خدمه دیگر درون جایگاهی در بخش جلو سمت چپ زره‌پوش قرار داشت.

## تاریخچه عملیاتی
دو عراده از این زره‌پوش ضدتانک (به نام‌های ماکس و موریتس) در سال ۱۹۴۲ تولید و هر دو در جبهه شرقی به خدمت گرفته شد. یکی از این دو عراده منهدم و دیگری در ماه ژانویه سال ۱۹۴۳ در نبرد استالینگراد به دست قوای ارتش سرخ به غنیمت گرفته‌شد. بر روی لوله توپ این زره‌پوش ضدتانک ۳۱ علامت به نشانه از بین بردن همین تعداد تانک دشمن حک شده بود. این عراده به غنیمت گرفته شده برای انجام تحقیقات ابتدا به مسکو منتقل گردید و بعدها در مجموعه موزه تانک کوبینکا به نمایش گذاشته شد.